# Beton-Kalender

Beton-Kalender von 1979

Der Beton-Kalender ist ein in zwei Teilen erscheinendes Jahrbuch für den Beton- und Stahlbetonbau (früher: Beton- und Eisenbetonbau). Er enthält Beiträge von verschiedenen Autoren mit wechselnden Themen. Ursprünglich enthielt der Kalender auch tatsächlich einen Kalender, worauf sich der Name gründet. Der Kalender wurde dann nicht mehr gedruckt, doch der Name hat sich erhalten.

## Entstehungsgeschichte
Der Beton-Kalender entwickelte sich u. a. aus der ab 1901 erschienenen Zeitschrift „Beton und Eisen“ (ab 1905 bei Ernst und Sohn) von Friedrich von Emperger in Zusammenarbeit mit dem Verleger Georg Ernst. Emperger war bis 1922 der erste Herausgeber. Das Buch sollte das „Fortschreiten des Eisenbetonbaus“ jährlich begleiten.
Der erste Jahrgang von 1906 wurde in einer Auflage von 5000 Exemplaren gedruckt. 1971 erzielte der Beton-Kalender einen Auflagenrekord in seiner Geschichte von über 30.000 Exemplaren (womit er die Hütte überholte), als darin die Neufassung der DIN 1045 (Beton- und Stahlbeton) abgedruckt wurde.
Im Jahr 2006 feierte der Verlag Ernst & Sohn das 100-jährige Jubiläum.

### Herausgeber
Nach Emperger war ab 1923 der geheime Regierungsrat August Laskus (1859–1946) der Herausgeber, 1945 bis 1950 lag die Herausgabe bei Bernhard Wedler, anschließend bis 1968 bei Georg Ehlers, 1969 bis 1990 bei Gotthard Franz und 1991 bis 2002 bei Josef Eibl. Weitere Herausgeber sind Konrad Bergmeister und Johann-Dietrich Wörner (beide seit 2003) sowie Frank Fingerloos (ab 2009).

### Autoren
Autoren des Betonkalenders waren unter anderem Emil Mörsch, Fritz Leonhardt, Jörg Schlaich, Günter Worch, Hubert Rüsch, Herbert Kupfer, Heinz Duddeck, Rudolf Saliger, Klaus Stiglat, Hans-Wolf Reinhardt, Alfred Pauser, Gerd Gudehus und Manfred Curbach.

## Jährlich wechselnde Schwerpunkte
Vor 2003 enthielt der Beton-Kalender viele lehrbuchartige Artikel. Die Beiträge wurden jährlich wiederholt und aktualisiert. Der Beton-Kalender hat seit 2003 jedes Jahr zwei Schwerpunkte:
- 2003: Hochhäuser und Geschossbau
- 2004: Brücken und Parkhäuser
- 2005: Fertigteile und Tunnelbauwerke
- 2006: Turmbauwerke und Industriebauten
- 2007: Verkehrsbauten und Flächentragwerke
- 2008: Wasserspezifische Bauwerke und Erdbebensicheres Bauen
- 2009: Konstruktiver Hochbau und Aktuelle Massivbaunormen
- 2010: Brücken und Betonbau im Wasser
- 2011: Kraftwerke – Faserbeton[2]
- 2012: Infrastrukturbau – Befestigungstechnik – Eurocode 2[3]
- 2013: Lebensdauer und Instandsetzung – Brandschutz[4]
- 2014: Unterirdisches Bauen – Grundbau – Eurocode 7[5]
- 2015: Bauen im Bestand, Brücken[6]
- 2016: Beton im Hochbau, Silos und Behälter[7]
- 2017: Spannbeton, Spezialbetone[8]
- 2018: Bautenschutz, Brandschutz[9]
- 2019: Parkbauten, Geotechnik und Eurocode 7[10]
- 2020: Wasserbau, Konstruktion und Bemessung[11]
- 2021: Fertigteile, Integrale Bauwerke[12]
- 2022: Nachhaltigkeit, Digitalisierung, Instandhaltung[13]
- 2023: Wasserundurchlässiger Beton, Brückenbauwerke[14]
- 2024: Hochbau, Digitales Planen und Baurobotik[15]
- 2025: Tunnelbau, Betonbauqualität (BBQ)[16]

## Ähnliche Werke
Es gibt einen ähnlich aufgemachten „Mauerwerk-Kalender“ (ab 1975), einen „Stahlbau-Kalender“ (ab 1934) und einen „Bauphysik-Kalender“ (ab 2001) bei Ernst & Sohn.
Ab dem Jahr 2000 erschienen Spezialausgaben für Studenten (Kalender Spezial: Bemessen und Konstruieren im Studium: Beton, Mauerwerk und Stahlverbund).

## Übersetzungen
Übersetzungen erschienen zuerst 1931 ins Niederländische und 1952 ins Spanische, weiterhin ins Finnische, Englische (1995, Concrete Structures. Eurodesign Handbook, bei Ernst und Sohn), Griechische, Italienische und Japanische.